# Aethriamanta aethra
Aethriamanta aethra är en trollsländeart som beskrevs av Friedrich Ris 1912. Aethriamanta aethra ingår i släktet Aethriamanta och familjen segeltrollsländor. IUCN kategoriserar arten globalt som livskraftig. Inga underarter finns listade i Catalogue of Life.